# Hexatoma (Eriocera) rama
Hexatoma (Eriocera) rama is een tweevleugelige uit de familie steltmuggen (Limoniidae). De soort komt voor in het Oriëntaals gebied.